# Papua-neuguineische Fußballnationalmannschaft (U-23-Männer)
Die papua-neuguineische U-23-Fußballnationalmannschaft ist eine Auswahlmannschaft papua-neuguineischer Fußballspieler, die der Papua New Guinea Football Association unterliegt. Sie repräsentiert den Verband bei internationalen Freundschaftsspielen, wie auch bei der Ozeanien-Qualifikation für die Olympischen Sommerspiele.

## Geschichte
Erstmals nahm die Mannschaft an dem Qualifikationsturnier im Jahr 1991 teil. Hier gelangen in sechs Spielen nur ein einziger Punkt, was am Ende den vierten und damit letzten Platz einbrachte. Aus unbekannten Gründen nahm die Mannschaft bei dem Turnier im Jahr 1996 dann aber nicht teil. So war man bei dem Turnier im Jahr 1999 wieder dabei und holte in seiner Gruppe den zweiten Platz, womit man erstmals in die K.o.-Phase bei diesem Turnier einzog. Mit 1:3 unterlag das Team hier aber den Salomonen. Beim nächsten Turnier erzielte man nur einen Punkt und schloss das Turnier auf dem letzten Platz seiner Gruppe ab. Auch bei der Qualifikation für die Spiele 2008 erreichte man am Ende bei dem als Liga ausgespielten Turnier nur den vierten Platz.
2012 erreichte die Mannschaft erneut das Halbfinale. In diesem unterlag man aber Fidschi mit 0:1. Im Spiel um den dritten Platz unterlag man mit 0:1 gegen Vanuatu.
Das Turnier im Jahr 2015 war gleichzeitig Teil der Pazifikspiele 2015. Zwar sammelte man in der Gruppenphase hier nur drei Punkte, jedoch reichte dies, um in beiden Wettbewerben eine Runde weiter zu kommen. In der Olympia-Qualifikation unterlag man aber bereits im Halbfinale mit 1:3 gegen Fidschi. Bei dem Turnier der Pazifikspiele scheiterte man ebenfalls im Halbfinale, diesmal aber an Tahiti mit 1:2. Im Spiel um den dritten Platz traf die Mannschaft erneut auf Fidschi, die zuvor die Qualifikation für die Olympischen Spiele 2016 gewonnen hatten, welche diesmal jedoch mit einem 2:1-Sieg geschlagen wurden.
Die Teilnahme beim Turnier im Jahr 2019 war damit schnell beendet. Mit lediglich drei Punkten in drei Spielen schied das Team bereits nach der Gruppenphase aus.

## Ergebnisse bei Turnieren
| Jahr | Platzierung        |
| ---- | ------------------ |
| 1991 | 4. Platz           |
| 1996 | nicht teilgenommen |
| 1999 | Halbfinale         |
| 2004 | Gruppenphase       |
| 2008 | 4. Platz           |
| 2012 | 4. Platz           |
| 2015 | Halbfinale         |
| 2019 | Gruppenphase       |

| Jahr | Platzierung |
| ---- | ----------- |
| 2015 | 3. Platz    |